# Ázsiai kiskarmú vidra
Az ázsiai kiskarmú vidra vagy törpevidra (Amblonyx cinereus) az emlősök (Mammalia) osztályának a ragadozók (Carnivora) rendjébe, ezen belül a menyétfélék (Mustelidae) családjába és a vidraformák (Lutrinae) alcsaládjába tartozó Amblonyx nem egyetlen  faja.
Közeli rokonságban áll az Aonyx nembe sorolt afrikai vidrafajokkal, egyes szerzők azonos nembe is sorolják azokkal. Ez esetben tudományos neve Aonyx cinerea

## Előfordulása
Az ázsiai kiskarmú vidra Dél-India, Banglades, Dél-Kína, Tajvan, Mianmar, Thaiföld, Vietnám, Laosz, Kambodzsa, Malajzia, Indonézia és a Fülöp-szigetek mangrovemocsaraiban és édesvízi mocsaraiban él.

## Életmódja
Kisebb halakkal, rákokkal és kagylókkal táplálkoznak.

## Szaporodása
60-70 nap vemhesség után 1-5 kölyök szül. A vidra párok egymást egy életre választják, és együtt nevelik a kölyköket. A fiatalok sokszor a szüleikkel maradnak és így alkotnak 10-12 fős csoportokat. A családban a nőstények a dominánsak, a hímek vadásznak élelem után a nőstények, és a kölykök számára. 
|  |  |